# Studio Berçot
El Studio Berçot es una formación privada de diseñador de moda fundada en 1954, con sede en París y relacionada con escuelas de moda francesas.
El estudio Berçot formó a varios creadores de los años 80 o directores artísticos establecidos en las casas de lujo de los años 90, y en el mercado de los complementos de moda en los años 2000 cuando la gran distribución internacionalizó el sector.

## Graduados famosos
- Marie Seznec Martinez, una estilista, modelo y embajadora de Christian Lacroix francesa
- Sofía Achaval de Montaigu, una modelo, estilista, editora y diseñadora de moda argentina
- Rosalie Varda, una diseñadora de vestuario y directora artística francesa